# Crupier
El crupier o croupier, también llamado tallador o repartidor de casino, es la persona designada en una mesa de juego para ayudar en la conducción del mismo, por ejemplo, tirar la bola en la ruleta, servir cartas en el blackjack, alcanzar los dados para dárselos a los clientes, además del cobro y pago de apuestas y, en general, ayudar a los clientes en su juego alrededor de la mesa. Los crupieres suelen ser empleados por los casinos.
El crupier en cada juego se atendrá exclusivamente a las reglas que para el mismo aplique cada casa de apuesta, por lo que en realidad su trabajo es mecánico, sin ninguna capacidad de iniciativa o interés en el resultado del juego.

## Origen de la palabra
La palabra proviene del francés croupier, del mismo significado, que se formó a partir de croupe ('ancas o grupa de un caballo') para aludir, inicialmente, a la persona que en el casino se sitúa detrás de un jugador, como si cabalgara en la grupa, con el fin de aconsejarlo sobre el juego. 

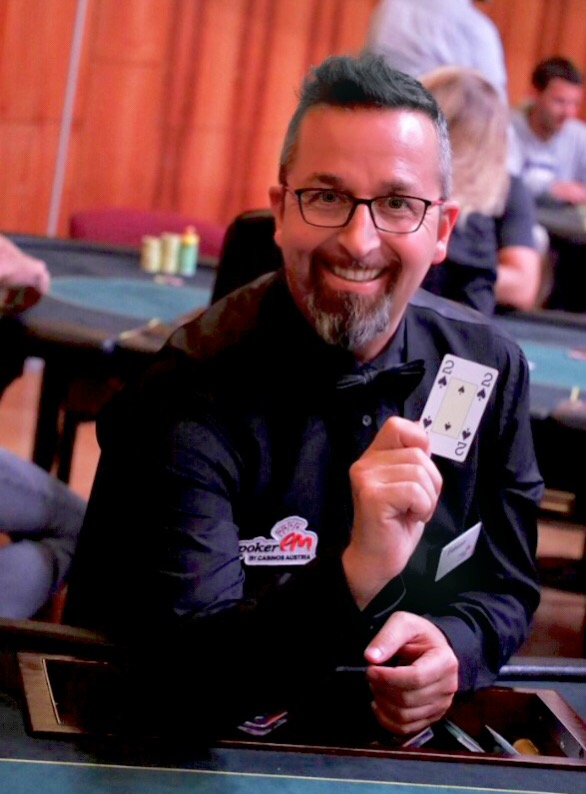
Crupier en póquer.

## Entrenamiento
Los métodos de entrenamiento para convertirse en un crupier de casino varían de un país a otro. En Estados Unidos de América, el blackjack es casi siempre el juego que los crupieres aprenden primero, ya que es simple y popular, y cuando el crupier comete errores, suelen no costarle mucho dinero al casino. En Europa, los crupieres suelen a aprender la ruleta primero. Los juegos complejos y atareados, como el craps, con sistemas de pago complicados, generalmente están reservados para los crupieres más competentes y experimentados.
Existen universidades e instituciones educativas no universitarias de tercer nivel que ofrecen cursos formales de entrenamiento para crupier, acontecimiento que, cuando se ubica en un contexto histórico, es un logro histórico para la legitimación del póker en la sociedad. Además de los cursos, hay una gran cantidad de clases privadas disponibles en las redes sociales, foros de póker y secciones de clasificados en todo el mundo, que podrían servir incluso mejor que asistir a un curso oficial, brindando atención personalizada del maestro a su aprendiz.
Algunos casinos también ofrecen programas de capacitación, sin embargo, a veces es mejor obtener un "entrenamiento general" que estar capacitado exclusivamente en la forma de operar de una empresa. Los posibles empleadores a menudo prefieren candidatos sin experiencia sobre un candidato con mucha experiencia en las idiosincrasias de otro casino.
Requieren tener una capacidad de efectuar operaciones aritméticas de forma rápida y mental para evitar retrasar el juego, así como tener habilidad de concentración para llevar el control de las apuestas y lo que cada jugador estaría recibiendo en caso de ganar. Un crupier está en el juego que este conduce, siempre como vigilancia del casino contra el juego sucio, contadores de cartas, etc... es cierto que dentro del casino hay empleados cuya función específica es ésa, pero los crupieres son siempre los primeros en detectar anomalías y mantener el ojo vigilante sobre sus jugadores.
Por otra parte, el crupier también requiere una presentación impecable y modales de altos estándares.

## Licencia
Los crupieres estadounidenses, australianos, canadienses y británicos deben solicitar una licencia de apuesta. Esta licencia incluye verificaciones de antecedentes policiales y verificaciones de calificación crediticia, para ayudar a determinar si son elegibles para comenzar a trabajar. Los crupieres no tienen permitido conducir un juego en un casino hasta que se les expida esta licencia.

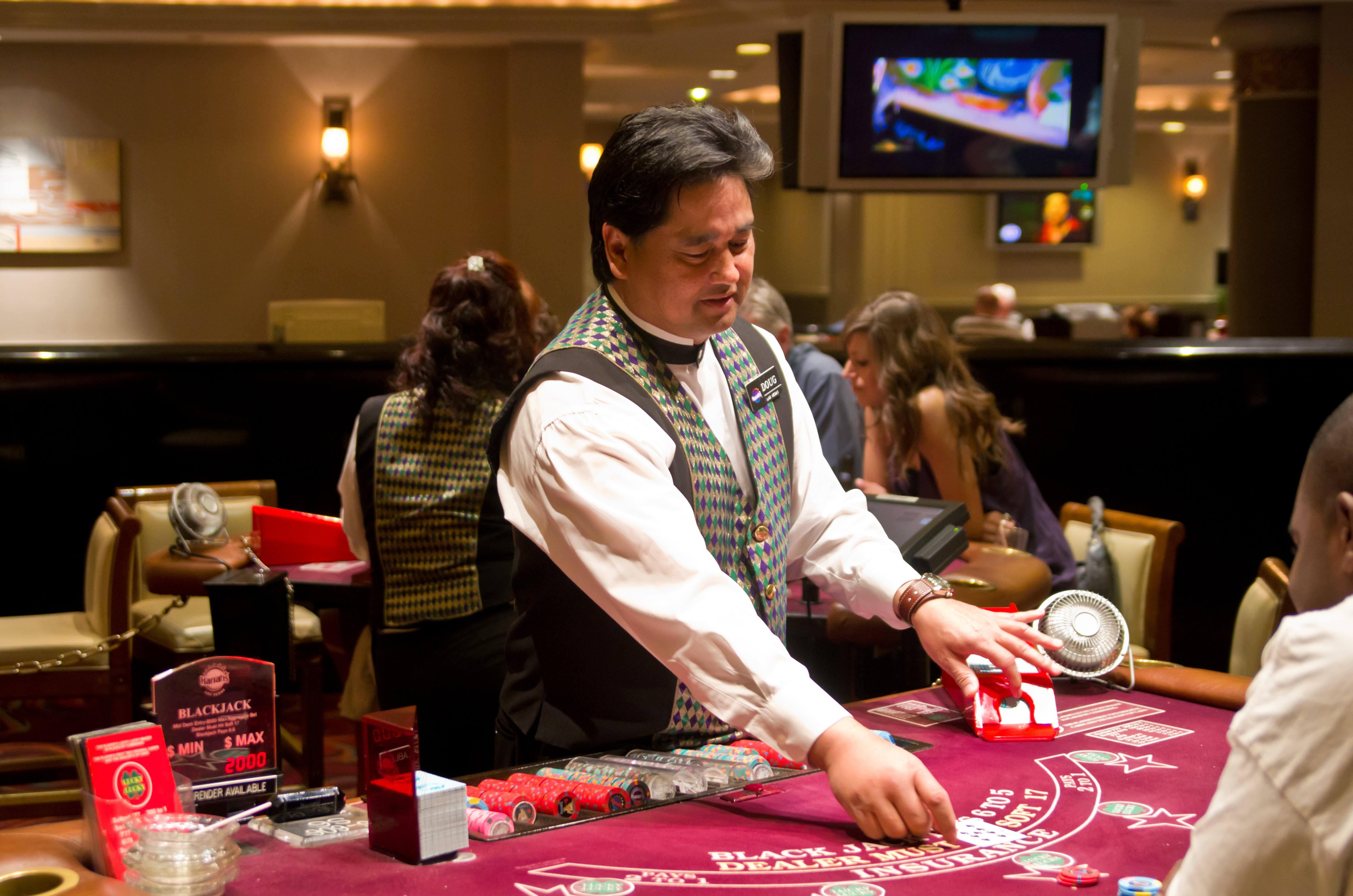
Crupier en blackjack.

## Propinas
Al igual que el resto de los trabajadores que ofrecen un servicio al cliente en los Estados Unidos, los crupieres dependen de las propinas para que su salario valga la pena. Mientras que un crupier teóricamente no debería tener ningún interés personal en el resultado del juego, un jugador ganador generalmente le da una propina al crupier, especialmente en los casinos estadounidenses. Las propinas a menudo se agrupan y se dividen entre todo el personal. Fraternizar con los clientes está mal visto, y la mayoría de los casinos evitan que su personal sea visto fumando o incluso visto en uniforme fuera del casino. Algunas estrategias de apuesta sugieren dar propina al crupier del casino a fin de crear un buen ambiente y mejorar el estado de ánimo del crupier. Según estas estrategias, las propinas pueden incluso hacer que el crupier baraje las cartas con menos frecuencia y, por lo tanto, permita un conteo más fácil de las cartas. Los casinos australianos prohíben que los concesionarios tomen propinas.

## Exposición al humo del tabaco
Debido a que los casinos suelen permitir fumar en las salas de juego o secciones exclusivas de fumadores, los crupieres pueden estar expuestos al humo de tabaco de forma pasiva. Un estudio que evaluó los riesgos para la salud de varios casinos de Las Vegas demostró que los crupieres no fumadores sufrían más dolencias respiratorias que sus contrapartes administrativas en los casinos y tenían cotinina y NNAL (ambos componentes del humo de tabaco ambiental) en sus muestras de orina. Gran Bretaña prohibió fumar en todos los lugares públicos, incluidos los casinos, en 2007.